# Gärrest
Als Gärrest wird der flüssige oder feste Rückstand bezeichnet, der bei der Vergärung von Biomasse in einer Biogasanlage zurückbleibt. Wegen seines hohen Gehalts an Nährstoffen wird er meist als landwirtschaftlicher Dünger verwendet. Auch die Bezeichnung Biogasgülle oder Gärprodukt wird verwendet. Für die Gärreste der Ethanolherstellung aus Getreide wird hingegen meistens die Bezeichnung Schlempe verwendet.

## Bildung des Gärrestes
Hauptartikel Biogasanlage
In Biogasanlagen werden verschiedenste Substrate eingesetzt, wie z. B. Gülle, Maissilage oder Biomüll. Diese enthalten Wasser und organische Verbindungen wie Kohlenhydrate (Zucker, Stärke, Hemicellulose, Cellulose), Proteine, Fette und andere Verbindungen in unterschiedlichen Anteilen. Ein großer Anteil dieser organischen Verbindungen wird während des anaerob stattfindenden Biogasprozesses von Mikroorganismen abgebaut. Im Biogas finden sich mit Methan (CH4) und Kohlendioxid (CO2) die mengenmäßig wichtigsten Abbauprodukte. Daneben sind zunächst noch kleine Anteile wie Schwefelwasserstoff (H2S) und Ammoniak (NH3) enthalten. Durch die Abbauprozesse wird aus dem zähflüssigen bis festen Substrat der flüssige bis zähflüssige Gärrest mit einem hohen Wasseranteil.

## Zusammensetzung und Düngewert
Gärreste enthalten erhebliche Mengen an leicht pflanzenverfügbarem Stickstoff, zudem Phosphor, Kalium, Schwefel und Spurenelemente. Unbelastete Gärreste sind damit als hochwertiger organischer Dünger anzusehen. Die Nährstoffzusammensetzung des Gärrests kann stark schwanken, abhängig von den verwendeten Substraten.
| Parameter           | Mittelwert (Anlagen mit Nachwachsenden Rohstoffen) | Mittelwert (Bioabfallanlagen) |
| ------------------- | -------------------------------------------------- | ----------------------------- |
| Trockenmasse        | 7,0 %                                              | 6,1 %                         |
| pH-Wert             | 8,3                                                | 8,3                           |
| Organische Substanz | 51 kg/t FM (Frischmasse)                           | 42 kg/t FM5                   |
| Stickstoff          | 4,7 kg/t FM                                        | 4,8 kg/t FM                   |
| Ammonium            | 2,7 kg/t FM                                        | 2,9 kg/t FM                   |
| Phosphor            | 1,8 kg/t FM5                                       | 1,8 kg/t FM5                  |
| Kalium              | 5,0 kg/t FM                                        | 3,9 kg/t FM                   |

### Stickstoff
Da aus dem Substrat nur geringe Mengen NH3 entweichen, verbleibt der größte Teil des Stickstoffs (rund 3,4 bis 5,0 kg/m3) im Gärrest. Durch die Abbauprozesse verringert sich der Anteil des in der Organik gebundenen Stickstoffs, während sich der Anteil an NH3 erhöht – 45 bis 76 Prozent liegen als Ammonium-Stickstoff vor. Da sich bei der Vergärung der pH-Wert vom neutralen in den leicht basischen pH-Bereich (pH 8 bis 8,5) verschiebt, verschiebt sich auch das Gleichgewicht vom gut löslichen Ammonium NH4+ zum NH3. Bei der Lagerung und Ausbringung des Gärrestes besteht somit eine höhere Gefahr der Ausgasung des Ammoniaks. Positiv kann sein, dass der Stickstoff in dieser Form für Pflanzen schneller verfügbar ist. Wenn der Bedarf der Pflanze gering ist, kann der ausgebrachte Stickstoff unter Umständen jedoch nicht effektiv genutzt werden.

### Weitere Nährstoffe
Für pflanzenverfügbare Kalium- und Phosphorgehalte werden etwa 1,8 bis 3,5 kg/m3 angegeben.
Abhängig vom Verfahren zur Entschwefelung des Biogases kann zudem ein großer Teil des Schwefels in den Gärrest zurückgeführt werden. Auch andere mit dem Substrat zugeführte Nährstoffe wie Phosphor, Kalium, Magnesium, Calcium etc. verbleiben im Gärrest.

### Düngewert, Humuswirkung und Schadstoffe
Nach Düngung mit Gärresten wird die mikrobielle Aktivität des Bodens für ca. 9 bis 10 Wochen erhöht. Regenwürmer dagegen meiden einen mit hohen Mengen Gärrückständen gedüngten Boden. Positiv bewertet wird die im Vergleich zu Gülle geringe Viskosität des Gärrests, die ein schnelleres Eindringen in den Boden und somit verringerte Emissionen bedeutet.
Als Dünger im Ackerbau können Gärreste Mineraldünger je nach Kultur weitgehend ersetzen (z. B. bei Sommerweizen) oder ergänzen (z. B. Mais), die Düngewirkung liegt in Bezug auf Stickstoff – je nach Kultur – meist deutlich über 70 % der entsprechenden Menge eines Mineraldüngers.
Die Zufuhr Organischer Substanz durch die Düngung mit Gärresten ist nur gering, der Humusbedarf der Böden kann durch Gärrestdüngung nicht gedeckt werden. Die Schwermetallgehalte von Gärprodukten sind so gering, dass sie für die landwirtschaftliche Verwertung kein Problem darstellen. Der Salmonellen-Befall von Gärprodukten aus Biogasanlagen liegt auf einem niedrigen, kaum bedenklichen Niveau, die Clostridienbelastung gleicht der unbehandelter Gülle. Von der Übertragung von Pflanzenkrankheiten durch Gärreste ist ebenfalls nicht auszugehen.
Eine Analyse aus dem Kanton Zürich zeigte, dass im Berichtsjahr 2018 die Hälfte der festen Vergärungsprodukte die zusätzlichen Anforderungen bezüglich Kunststoffgehalte nicht einhalten. In der Schweiz gilt für Kunststoffe in Düngemittel ein Rückstandshöchstgehalt von 0,1 Prozent (gemessen in der Trockensubstanz).

## Lagerung und Ausbringung

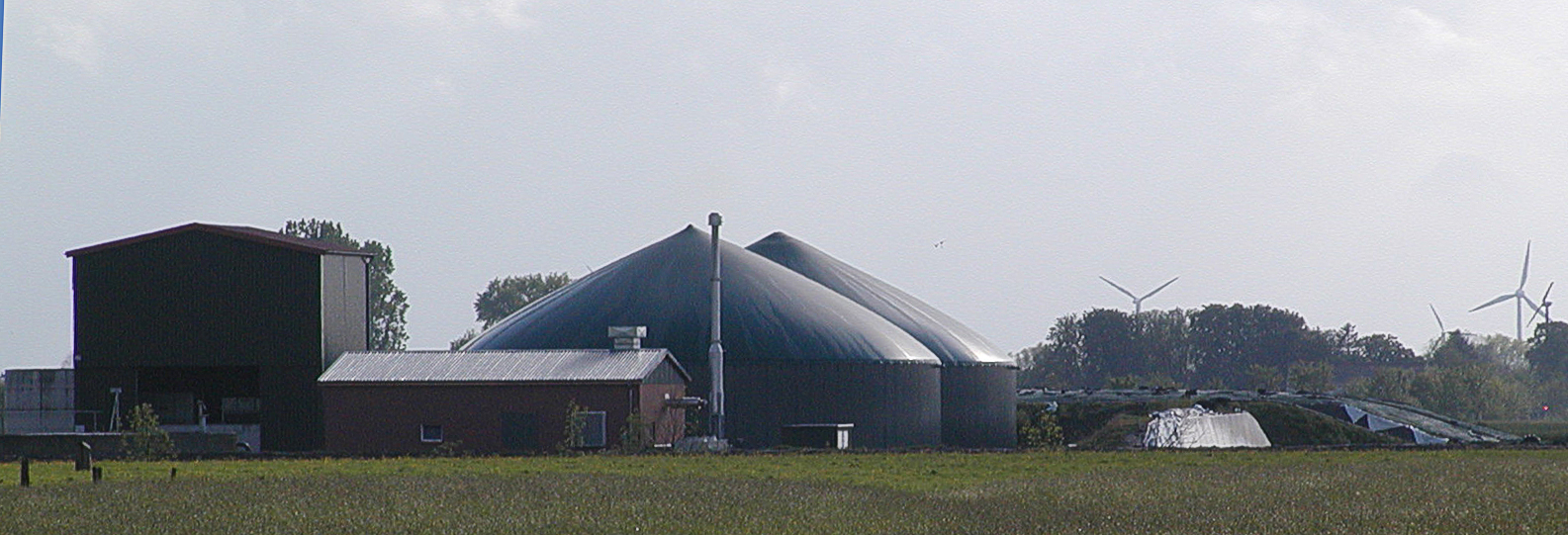
Biogasanlage in Neuhaus (Oste) mit gasdichten Behälterabdeckungen

Der Gärrest wird zunächst in einem Lagerbehälter gesammelt. Bei Neuanlagen ist eine gasdichte Abdeckung des Gärrestlagers vorgeschrieben, um Emissionen des starken Treibhausgases Methan (CH4) zu vermeiden.
Die Ausbringung des flüssigen Gärrestes erfolgt mit Güllefässern, fester Gärrest wird mit Miststreuern auf landwirtschaftlichen Flächen verteilt. Meist werden die Gärreste auf den Anbauflächen für das Substrat der Biogasanlage bzw. den Futteranbauflächen der Gülle liefernden Viehhaltung ausgebracht. Dieses Rückführen sorgt für einen geschlossenen Nährstoffkreislauf. Positiv an der Verwendung von Gülle als Substrat ist, dass die bei der gängigen Güllelagerung auftretenden Methanemissionen verringert werden. Bei der Ausbringung von Gülle können Geruchsbelästigungen vor allem durch Ammoniak, organische Schwefelverbindungen, Schwefelwasserstoff (H2S) sowie organische Säuren auftreten. Abgesehen vom Ammoniak werden diese Verbindungen während der Vergärung abgebaut. Der Gärrest ist daher deutlich geruchsärmer als die eingesetzte Gülle.
In Deutschland schreibt die Düngeverordnung vor, dass der Gärrest nur zu bestimmten Zeiten auf landwirtschaftliche Flächen ausgebracht werden darf. So ist in den sogenannten Kernsperrfristen die Ausbringung von Gärrest auf Ackerland vom 1. November bis zum 31. Januar, die Ausbringung auf Grünland vom 15. November bis zum 31. Januar nicht erlaubt. In genehmigungspflichtigen Ausnahmefällen kann der Zeitpunkt der Kernsperrfrist, jedoch nicht die Länge der Frist verändert sein. Zweck der Verordnung und insbesondere der Kernsperrfristen ist der Gewässer- und Grundwasserschutz vor übermäßigem Nährstoffeintrag.

## Trocknung, Verbrennung

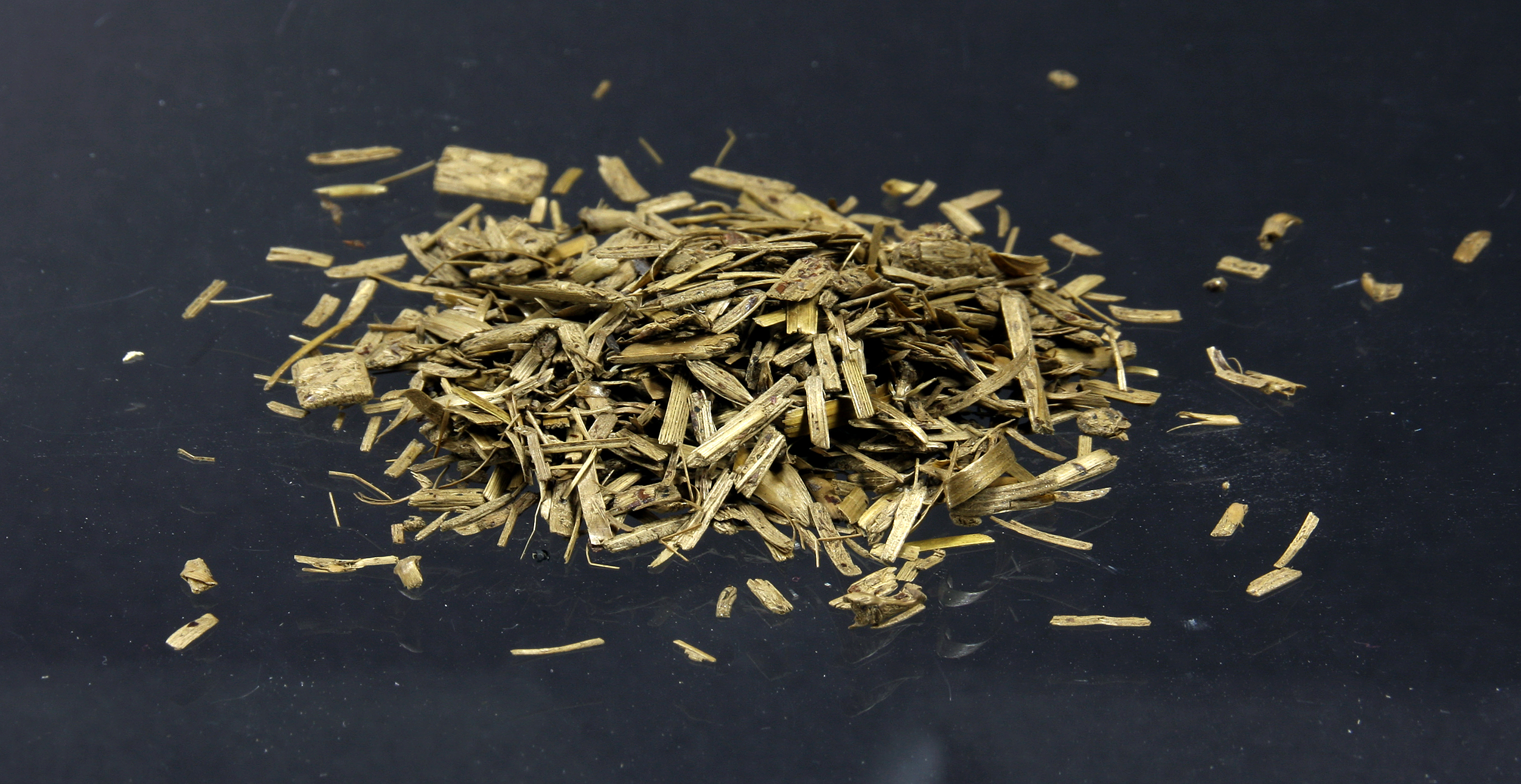
Getrocknete Gärreste

Bei anderen Verwertungswegen wird der Gärrest zunächst getrocknet, bevor er auf landwirtschaftlichen Flächen ausgebracht wird. Das erhöht die Transportwürdigkeit gegenüber dem stark wasserhaltigen Gärrest. Häufig wird die Gärrest-Trocknung mit Wärme aus der Biogasverstromung betrieben. Da der Gärrest noch einen gewissen Anteil an schwer abbaubaren Kohlenhydraten (Cellulose, Lignocellulose) enthalten kann, kann er nach dem Trocknen auch als Brennstoff interessant sein. Hohe mineralische Anteile und die enthaltenen Schwefel- und Stickstoffverbindungen führen jedoch zu einem relativ hohen Anfall an Schlacke und verursachen Korrosion im Kessel sowie relativ hohe Emissionen.

## Besonderheiten bei bestimmten Substraten
Bei anderen Biogasanlagen-Konzepten wird ein wasserärmeres Substrat, wie z. B. Getreide, verwendet. Aus dem wässrigen Gärrest wird die flüssige Phase abgepresst und zum Anmaischen des Substrats verwendet. Die feste Phase des separierten Gärrests hat eine höhere Transportwürdigkeit. Bei verschiedenen Konzepten der Trockenfermentation entsteht ebenfalls ein fester Gärrest. Ein Beispiel ist die Fermentation von Bioabfällen, an die sich meist die Kompostierung des Gärrests anschließt. Auch Hausmüll kann fermentiert werden, um den organischen Anteil abzubauen und so die Gesamtmasse zu reduzieren.

## Rechtliche Einordnung
Die rechtliche Einordnung von Gärresten unterscheidet sich je nach den eingesetzten Substraten und dem Ausbringungsort. Werden in Biogasanlagen nur Wirtschaftsdünger und Nachwachsende Rohstoffe verarbeitet, so gilt der Gärrest als Wirtschaftsdünger. Werden auch Bioabfälle vergoren, so gilt auch der Gärrest als Bioabfall und muss daher neben düngemittelrechtlichen auch abfallrechtliche Auflagen erfüllen, unter anderem in Bezug auf die seuchenhygienische Unbedenklichkeit. In diesem Fall muss der Gärrest häufig vor der Ausbringung hygienisiert werden. Die Hygienisierung findet meist vor der Vergärung durch einstündiges Erhitzen auf 70 °C oder durch eine thermophile Vergärung statt, bei der für die nachgewiesene Mindestverweilzeit 50 °C erreicht werden müssen. Insbesondere für Bioabfälle wird dies durch die Bioabfallverordnung vorgeschrieben.